# Kameralamt Wiernsheim
Das Kameralamt Wiernsheim war eine Einrichtung des Königreichs Württemberg, die im Amtsbezirk Besitz und Einkommen des Staates verwaltete. Es bestand von 1807 bis 1839 in Wiernsheim. Das Kameralamt wurde im Rahmen der Neuordnung der Staatsfinanzverwaltung im Königreich Württemberg geschaffen.

## Geschichte
Durch Verordnung vom 6. Juni 1819 erhielt das Kameralamt Wiernsheim die Gefälle des Forstreviers Mühlacker zugewiesen. Gemäß Erlass vom 12. Juni 1839 erfolgte die Auflösung des Kameralamts Wiernsheim. 
Der Amtsbezirk wurde unter die Kameralämter Leonberg, Maulbronn und Vaihingen wie folgt aufgeteilt:
- an das Kameralamt Leonberg die Orte Flacht, Mönsheim und Wimsheim,
- an das Kameralamt Maulbronn die Orte Wiernsheim, Dürrmenz, Enzberg, Großglattbach, Iptingen, Lomersheim, Pinache, Schönenberg, Serres, Wurmberg und
- an das Kameralamt Vaihingen der Ort Weissach und das Forstrevier Mönsheim.